# 2002 VD130
2002 VD130, também escrito como 2002 VD130, é um objeto transnetuniano (TNO) que está localizado no cinturão de Kuiper, uma região do Sistema Solar. Ele é classificado como um twotino, pois, o mesmo está em uma ressonância orbital de 1:2 com o planeta Netuno. O mesmo possui uma magnitude absoluta de 7,2 e tem um diâmetro com cerca de 149 km.

## Descoberta
2002 VD130 foi descoberto no dia 7 de novembro de 2002 pelo astrônomo Marc W. Buie.

## Órbita
A órbita de 2002 VD130 tem uma excentricidade de 0,325 e possui um semieixo maior de 47,943 UA. O seu periélio leva o mesmo a uma distância de 32,348 UA em relação ao Sol e seu afélio a 63,539 UA.